# Víktor Yúshchenko
Víktor Andríyovych Yúshchenko (en ucraniano: Віктор Андрійович Ющенко; 23 de febrero de 1954) es un político ucraniano, que se desempeñó como presidente entre 2005 y 2010. Antes de que fuera elegido presidente, Yúschenko ya contaba con una larga carrera en la política ucraniana. En 1993 se convirtió en el gobernador del Banco Nacional de Ucrania y entre 1999 y 2001 fue primer ministro. Después de ser depuesto como primer ministro, Yúschenko pasó a la oposición en contra del presidente Leonid Kuchma y fundó la coalición de partidos Nuestra Ucrania, la cual en las elecciones parlamentarias de 2002 se convirtió en la fuerza política más popular, con un 23,57 % de los votos.
Según los resultados de la primera vuelta de las elecciones presidenciales de octubre de 2004, los votos se distribuyeron de la siguiente manera: Víktor Yúshchenko, 39,26 %; Víktor Yanukóvich, 39,11 %; Oleksandr Moroz, 5,82 % y Petró Simonenko, 4,97 %. Durante la segunda ronda del 21 de noviembre, se llevaron a cabo numerosas manifestaciones en el sur y el este a favor de Yanukovich, quien finalmente fue declarado oficialmente presidente. Numerosos partidarios de Yúshchenko marcharon en la Plaza de la Independencia en Kiev el mismo día, alegando que se había cometido fraude electoral y dando comienzo a la Revolución naranja. Según los resultados del juicio, la Corte Suprema de Ucrania anuló los resultados de la segunda ronda. La tercera ronda se anunció el 26 de diciembre, en la que ganó Yúshchenko con el 51,99 % de los votos. La toma de posesión del nuevo presidente tuvo lugar el 23 de enero de 2005. Como compromiso político, la Rada Suprema, en su mayor parte, transformó la forma de gobierno del país en un semipresidencialismo.
Durante la presidencia de Yúshchenko la economía de Ucrania se recuperó por primera vez desde 1990, recibió inversiones de Occidente y se convirtió en miembro de la Organización Mundial del Comercio en 2008, pero la crisis económica mundial colapsó el PIB en un tercio ese año. Las guerras del gas con Rusia terminaron en 2009 con la firma en Moscú por parte de la primera ministra Yulia Timoshenko de condiciones extremadamente desfavorables para el suministro de Ucrania. El equipo naranja colapsó y Timoshenko se unió a la oposición. En las elecciones parlamentarias anticipadas de 2007, el Partido de las Regiones de Yanukovich obtuvo la mayoría en el parlamento.
Su alianza no pudo continuar su éxito, consiguiendo solo un 13,95 % de los votos en 2006 y un 14,15 % de los votos en las elecciones parlamentarias de 2007. Yúshchenko no logró conseguir un puesto para una segunda ronda durante las elecciones presidenciales de 2010, consiguiendo tan solo el 5,5 % del voto. En las elecciones parlamentarias de 2012, Yúshchenko lideró la lista de elecciones de Bloque Nuestra Ucrania-Autodefensa Popular. El partido consiguió un 1,11 % del voto nacional y se quedó sin representación en el parlamento.
Tras un intento de asesinato en su contra a finales de 2004 durante su campaña electoral se confirmó que Yúschenko había ingerido cantidades peligrosas de TCDD, la dioxina más tóxica. Sufrió una desfiguración como resultado del envenenamiento, pero se ha estado recuperando poco a poco desde entonces.

## Biografía

### Primeros años
Nació el 23 de febrero de 1954 en la ciudad de Jorúzhivka, en la provincia de Sumi, en Ucrania Oriental, en el seno de una familia de maestros. Su padre, Andríy Yúschenko luchó en la Segunda Guerra Mundial, acabando encarcelado por miembros militares nazis como prisionero de guerra, por lo que fue trasladado a varios campos de concentración en Polonia y Alemania. Su madre Varvara Yúschenko fue profesora de matemáticas y física en Jorúzhivka. La región de la provincia de Sumi en donde nació es una zona donde el idioma predominante es el ucraniano, y esto lo diferenció años después en su carrera política ya que la lengua materna de la mayoría de sus contrapartes era el ruso.
Se graduó en 1975 en el Instituto de Finanzas y Economía de la ciudad de Ternópil y en 1984 obtuvo su doctorado en Finanzas y Crédito, en el Instituto de Economía y Gerencia Agrícola.

### Carrera en la banca

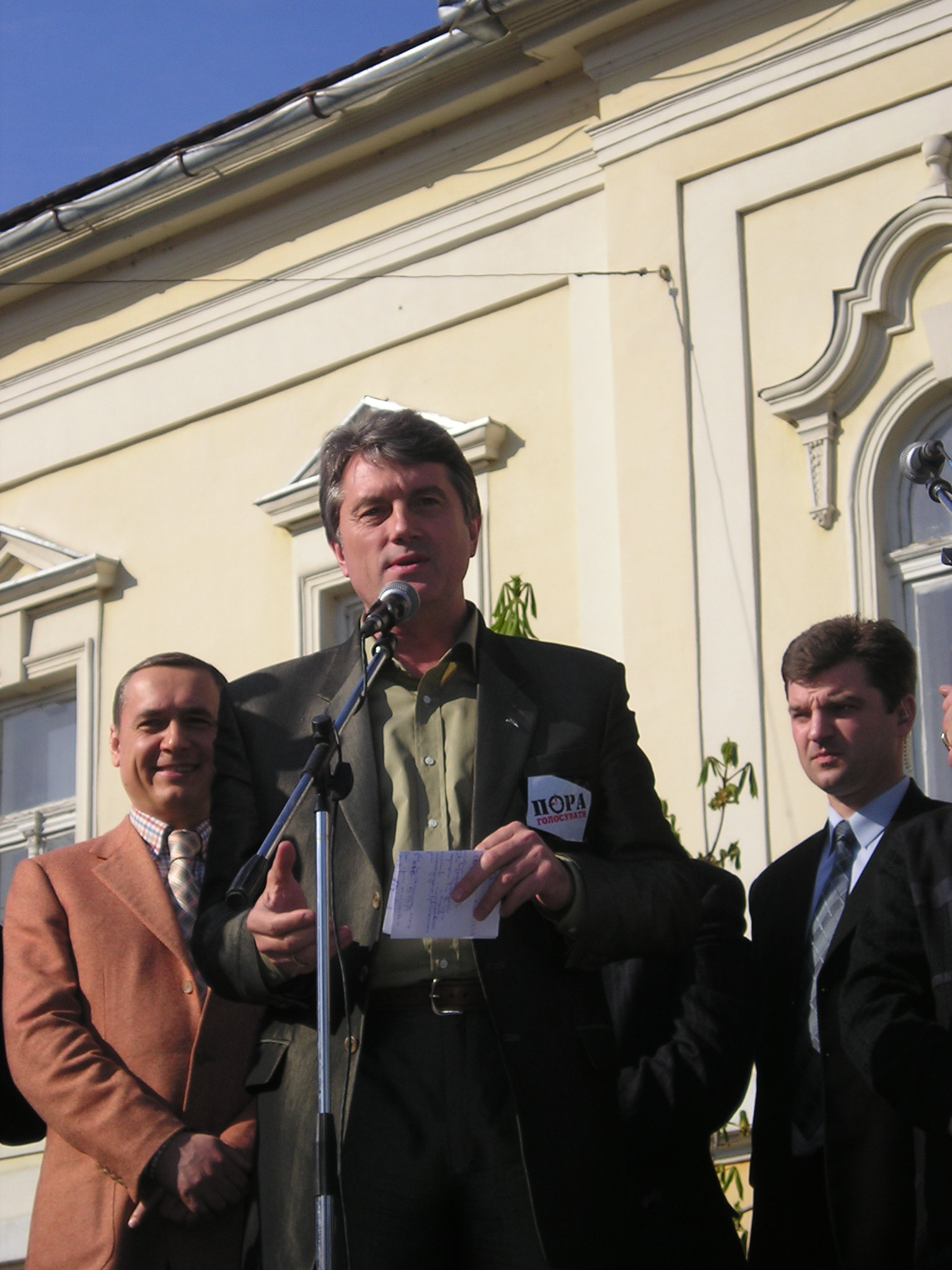
Yúschenko aplicó una dura reestructuración de la economía durante el gobierno de Kuchma, dándole un sólido apoyo político de los prooccidentales.

De 1990 a 1993 fue vicepresidente del banco JSC Agroindustrial Bank Ukraina. En 1993 fue designado como supervisor del nuevo Banco Nacional de Ucrania (NBU), y en 1997 la Rada Suprema lo designa dirigente de este banco. Como banco central, Yúschenko logra aplazar la introducción de la nueva divisa nacional, la grivna, estableciendo antes un moderno sistema de regulaciones de la actividad bancaria en Ucrania. Como su gran logro le reconocen el detener la hiperinflación de los años 90 y la fortaleza de las finanzas nacionales durante la crisis financiera de Rusia en 1998.
La grivna se estabilizó e hizo notar sus efectos beneficiosos sobre el conjunto de la economía ucraniana, acelerando el retroceso de la inflación, reduciendo las calificaciones de riesgo inversor, monetarizando un sistema caracterizado por el elevado número de transacciones basadas en el trueque, al tiempo que desdolarizándolo (en los años del karbóvanets, el billete verde se había convertido en una moneda refugio), y haciendo aflorar la economía sumergida. El nombre de Yúschenko iba a quedar indeleblemente ligado a las repercusiones positivas de la grivna.
Asimismo, la labor del gobernador del Banco Nacional de Ucrania fue coparticipativa también en la creación de un sistema relativamente eficiente de pagos de la deuda, en el desbloqueo del diálogo crediticio con el FMI, en la privatización del vasto patrimonio industrial y de la tierra, y en la adopción de medidas extraordinarias, como la subida de los tipos de interés, la ampliación de la banda de fluctuación de la grivna con respecto al dólar y restricciones al cambio de divisas, que mitigaron el fortísimo impacto del hundimiento del rublo en 1998. Este conjunto de actuaciones convirtió a Yúschenko en un personaje estimado en los cenáculos financieros de Estados Unidos y Europa occidental, donde se ganó a pulso las consideraciones de monetarista ortodoxo y paladín del libre mercado.
A raíz de su éxito en el Banco Central, Yúschenko fue considerado por la revista Global Finance uno de los máximos expertos financieros del mundo postsoviético.
En 1998 defiende su tesis en la Academia Nacional Bancaria de Ucrania y gana el título de Doctor en Economía.

### Carrera política

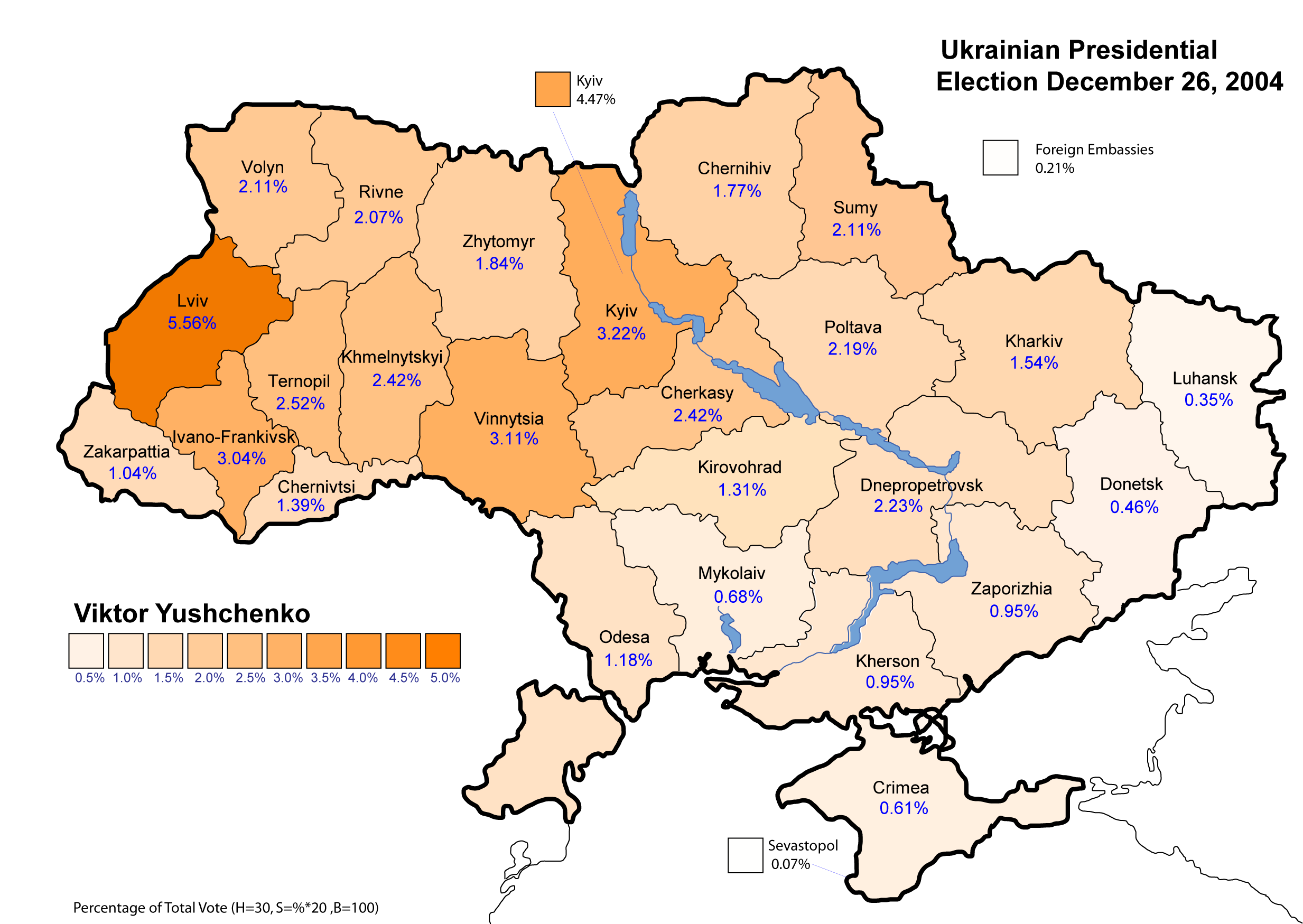
Intención de voto para Yúschenko en las elecciones de diciembre de 2004.

En diciembre de 1999 el presidente Leonid Kuchma lo designa primer ministro de Ucrania. Su gobierno se caracterizó por el fortalecimiento de la economía de Ucrania comentado anteriormente.
Sin embargo, las fuerzas de oposición a Leonid Kuchma logran que el Parlamento apruebe un voto de desconfianza contra Yúschenko, que es destituido en 2001.

#### Nuestra Ucrania
En 2002 Yúschenko formó el partido opositor "Nasha Ukrayina" (Nuestra Ucrania). Durante su mandato la popularidad de este líder carismático creció, obteniendo un gran número de votos en las elecciones parlamentarias de ese año. No obstante, el número de curules obtenido no fue una mayoría absoluta, y los esfuerzos para formar una coalición mayoritaria con otros partidos fracasaron. [cita requerida]
En 2001, tanto Yúshchenko como Yulia Tymoshenko habían acordado crear un bloque opositor amplio en contra del oficialista Leonid Kuchma para poder ganar las elecciones de 2004.
A finales de 2002 Yúshchenko, Oleksandr Moroz (Partido Socialista de Ucrania), Petro Symonenko (Partido Comunista de Ucrania) y Yulia Tymoshenko (Bloque Yulia Tymoshenko) emitieron una declaración conjunta sobre "el comienzo de un estado de revolución en Ucrania". Aunque los comunistas se retiraron de la coalición, y pese a que Symonenko se opuso inicialmente a que solo un candidato de la alianza se presentar a las elecciones presidenciales de 2004, los otros tres partidos se mantuvieron como aliados hasta julio de 2006.
El 2 de julio de 2004 Nuestra Ucrania y el Bloque Yulia Tymoshenko fundaron Fuerza del Pueblo, una coalición que tenía como objetivo detener "el proceso destructivo que sea convertido en una característica de Ucrania como resultado de las autoridades en el gobierno", cuando el presidente Kuchma y el primer ministro Víktor Yanukóvich se encontraban en el poder en Ucrania. El pacto incluía una promesa por parte de Víktor Yúshchenko de nominar a Tymoshenko como primer ministro en caso de que Yúshchenko ganara las elecciones presidenciales de octubre de 2004.
Yúshchenko era considerado por muchos como el líder político moderado de la oposición anti-Kuchma, ya que los otros partidos políticos tenían menos influencia y contaban con menos curules en el parlamento. Entre 2001 y 2004, su ranking de popularidad en muchas encuestas era más alto que el del Presidente Kuchma. No obstante, en encuestas posteriores a su elección en 2004, su popularidad se desplomó por debajo del 4 %.
En las elecciones parlamentarias de marzo de 2006, el partido Nuestra Ucrania, liderado por el primer ministro Yuriy Yekhanúrov, recibió menos del 14 % del voto nacional, quedando en tercer lugar detrás del Partido de Regiones y el Bloque Yulia Tymoshenko. En una encusta realizada por Sofia Social Research Centre entre el 27 de julio y el 7 de agosto de 2007, más del 52 % de los encuestados dijero que no confiaban en Yúshchenko.

#### Elecciones presidenciales de 2004
En 2004, cuando se estaba terminando el periodo del presidente Kuchma, Yúshchenko anunció su candidatura a la presidencia como independiente. Su principal rival fue el primer ministro Víktor Yanukóvich. Desde su primer periodo como primer ministro, Yúshchenko había modernizado un poco su plataforma política, añadiendo una alianza social y otros eslóganes liberales a ideas más antiguas sobre integración europea, incluyendo el ingreso de Ucrania a la OTAN y la lucha contra la corrupción. Los seguidores de Yúshchenko estaban organizados en la coalición electoral "Syla Narodu" ("Poder para el Pueblo"), la cual él lideró junto a sus aliados, con su coalición Nuestra Ucrania como la principal fuerza.
Yúshchenko desarrolló su campaña con comunicación cara a cara con los votantes ya que el gobierno impedía que la mayoría de los canales de televisión ofrecieran tiempo en el aire equitativo a todos los candidatos. Mientras tanto, su rival, Yanukóvich, aparecía en forma frecuente en las noticias e incluso acusó a Yúshchenko, cuyo padre fue un soldado del Ejército Rojo que estuvo preso en Auschwitz, de ser "un nazi," incluso cuando Yúshchenko activamente trataba de comunicarse con la comunidad judía de Ucrania y se dice que su madre arriesgó su vida al ocultar a tres niñas judías por un año y medio durante la Segunda Guerra Mundial.

#### Envenenamiento con dioxina

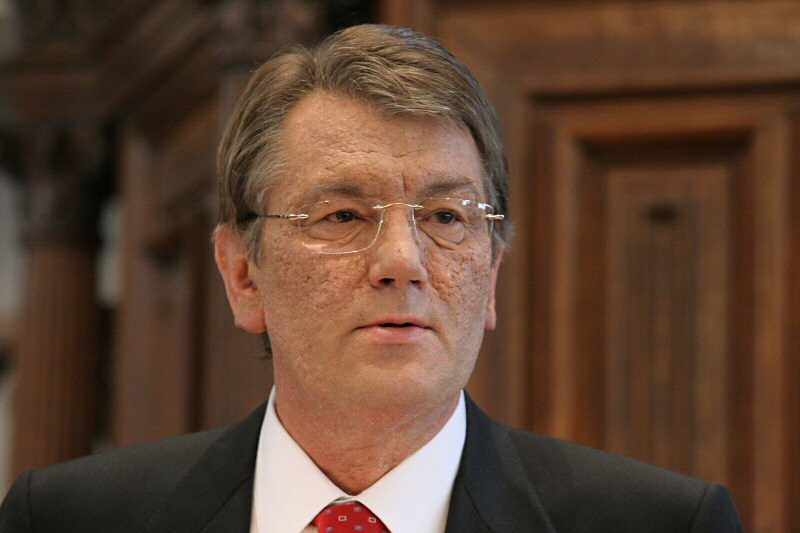
Yushchenko en la Universidad de Ámsterdam, con cloracné como resultado de su envenenamiento por TCDD dioxina (2006).

La campaña electoral fue a menudo negativa y violenta. Yúshchenko enfermó gravemente a principios de septiembre de 2004. Fue llevado a la clínica Rudolfinerhaus en Viena para recibir tratamiento y fue diagnosticado con una pancreatitis aguda, acompañada de cambios edematosos intersticiales, debido a una seria infección viral y sustancias químicas que normalmente no son encontradas en productos comestibles. Yúshchenko alegó que había sido envenenado por agentes del gobierno. Tras su enfermedad, su cara se desfiguró: tenía ictericia, estaba hinchada y llena de marcas.
El toxicólogo británico John Henry del Hospital de St. Mary's de Londres declaró que los cambios en la cara de Yúshchenko se debía al cloracné, que resulta de envenenamiento por dioxina. El toxicólogo neerlandés Bram Brouwer también indicó que los cambios en su apariencia eran el resultado de cloracné, y encontraron que los niveles de dioxina en la sangre de Yúshenko eran de 6000 veces más de lo normal.
El 11 de diciembre, el Dr. Michael Zimpfer de la clínica Rudolfinerhaus declaró que Yúshchenko había ingerido TCDD y tenía 1000 veces más la concentración usual en su cuerpo. No todos en la comunidad médica estaban de acuerdo con el diagnóstico, incluyendo el mismo director médico de la clínica, el Dr. Lothar Wicke, quien indicó que no había evidencia de envenenamiento además de la presencia de un cloracné severo en la cara de Yúshchenko, e indicó que se vio obligado a renunciar debido a este desacuerdo. Wicke también dijo que había sido amenazado por asociados de Yúshchenko. Las declaraciones de Wicke llevaron a algunos a cuestionar la honestidad y los motivos de Yúshchenko.
Muchos han hecho la conexión del envenenamiento de Yúshchenko a una cena con un grupo de funcionarios ucranianos (entre ellos Volodýmyr Satsyuk) que tuvo lugar el 5 de septiembre.
Desde 2005, Yúshchenko ha recibido tratamiento por un grupo de doctores liderados por el profesor Jean Saurat en el Hospital de la Universidad de Génova. El análisis de los fluidos corporales de Yúshchenko proveyeron información útil e importante sobre la toxicocinética del TCDD y sus metabolitos.
En junio de 2008, David Zhvania, un exaliado político de Yúshchenko y ex primer ministro del primer gobierno de Tymoshenko, alegó en una entrevista con la BBC de que Yúshchenko no había sido envenenado en 2004 y que los resultados de laboratorio del caso habían sido falsificados.
El mismo Yúshchenko había implicado a David Zhvania, el padrino de dos de sus hijos, de estar involucrado en su envenenamiento por dioxina.

### Revolución naranja

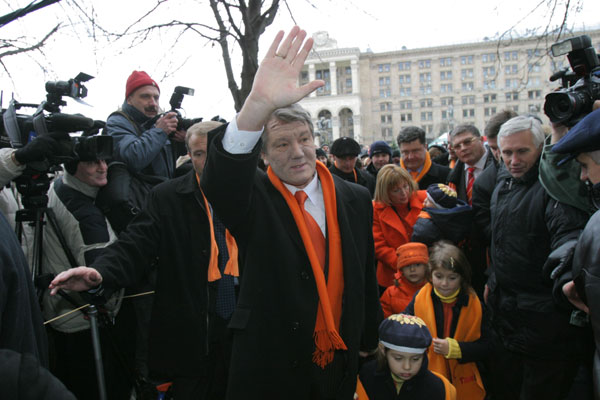
Yúschenko durante una manifestación de protesta por el fraude electoral (noviembre de 2004).

Ya con su rostro desfigurado por la dioxina, las elecciones presidenciales de primera vuelta fueron pautadas para el 31 de octubre de 2004, con una alianza prooccidental entre Yúschenko de Nuestra Ucrania y Yulia Timoshenko del Batkivshchina enfrentados al prorruso y candidato oficial Víktor Yanukóvich del Partido de las Regiones. El resultado de primera vuelta dio la victoria a Yúschenko con el 39,87 % sobre Yanukóvich con el 39,32 % pese a las irregularidades presentadas y los actos de corrupción.
Para la segunda vuelta Yúschenko recibió el apoyo del Partido Socialista y Yanukóvich el apoyo del Partido Comunista, siendo realizada el 21 de noviembre, calificadas como un inmenso fraude por los organismos internacionales debido a las innumerables irregularidades y actos de corrupción. El 23 de noviembre los partidarios de Yúschenko salen a las calles a protestar. En la Maidán Nezalézhnosti (plaza de la Independencia) de Kiev ya había 500 000 manifestantes, y los mítines se extendían a otras ciudades, paralizando los órganos de poder y del gobierno.
En diciembre se reunieron el presidente Kuchma, Yúschenko y Yanukóvich para pactar unos nuevos comicios, que serían realizados el 26 de diciembre, invalidándose los comicios del 21 de noviembre. Las nuevas elecciones, calificadas como limpias y trasparentes dieron la victoria a Yúschenko con el 52 % de los votos sobre un 44 % de Yanukóvich.

### Presidencia

#### Inauguración
Yúshchenko fue proclamado como presidente de Ucrania a las 12pm (hora de Kiev) el 23 de enero de 2005. Al evento asistieron numerosos dignatarios extranjeros, incluyendo:
- Arnold Rüütel, presidente de Estonia
- Adrienne Clarkson, gobernador general de Canadá
- Vaira Vīķe-Freiberga, presidente de Letonia
- Vladimir Voronin, presidente de Moldavia
- Aleksander Kwaśniewski, presidente de Polonia
- Traian Băsescu, presidente de Rumania
- Ivan Gašparovič, presidente de Eslovaquia
- Ferenc Mádl, presidente de Hungría
- Artur Rasizade, primer ministro de Azerbaiyán
- Jan Peter Balkenende, primer ministro de los Países Bajos
- Jaap de Hoop Scheffer, secretario general de la OTAN
- Nino Burjanadze, vocero del Parlamento de Georgia
- Artūras Paulauskas, vocero del Seimas (Parlamento de Lituania)
- Colin Powell, secretario de Estado de los Estados Unidos
- Vuk Drašković, ministro de Relaciones Exteriores de Serbia y Montenegro
- Serguéi Mirónov, presidente del Consejo de la Federación de Rusia[30]
- Invitado especial Václav Havel, expresidente de la República Checa

Los primeros 100 días del naciente gobierno (23 de enero al 1 de mayo de 2005) estuvieron marcados por la expulsión de varias personas de los cargos de gobierno. Su compañera de fórmula Yulia Timoshenko fue nombrada primera ministra, luego ratificada en el parlamento. Oleksandr Zínchenko fue nombrado primer secretario de estado y Petró Poroshenko como secretario de la defensa.
En 2005, Yúshchenko se mostró confiado, prometiendo resolver el caso Gongadze para quitar a la Flota del Mar Negro de Rusia.
En agosto de 2005, Yúschenko apoyó a Georgia y su presidente Mijeíl Saakashvili en la firma de la Declaración de Borjomi, que aboga por la creación de una institución de cooperación internacional llamada Comunidad de Opción Democrática, para reunir a las democracias y las democracias incipientes en la región alrededor del mar Báltico, Negro y Caspio. La primera reunión de los presidentes y líderes para discutir los CDC se llevó a cabo el 1 de diciembre de 2005 en Kiev.

#### Despido de miembros de la Revolución naranja
El 8 de septiembre de 2005 Yúschenko despidió de su gobierno a varios funcionarios del gabinete, entre ellos a Timoshenko por acusaciones de fraude en sus gestiones.
El 9 de septiembre, la actuación del nuevo primer ministro Yuri Yejanúrov trató de formar un nuevo gobierno. Las elecciones de la Rada Suprema para elegir el parlamento fueron llevadas a cabo el 26 de marzo de 2006 con una aparente división en el seno del gobierno. El resultado dio una clara victoria al partido opositor de las Regiones liderado por Yanukóvich con el 32 % de los votos y 186 escaños mientras que el partido Timoshenko se hizo con el 22 % de los votos y el bloque de Nuestra Ucrania de Yúschenko sacó el 14 %. Para poder hacer gobierno, el bloque Timoshenko y Nuestra Ucrania se unió en coalición con el partido Socialista para hacerse con la mayoría y elegir a Timoshenko como primer ministro.
Sin embargo, el partido Socialista rompió el pacto y decidió apoyar al Partido de las Regiones, haciéndose con la mayoría. En agosto de 2006, Yúschenko nombró a su rival de antaño en la carrera presidencial, Víktor Yanukóvich, para ser el nuevo primer ministro. Esto fue considerado en general como indicadores de un acercamiento con Rusia.

#### Primera disolución del parlamento

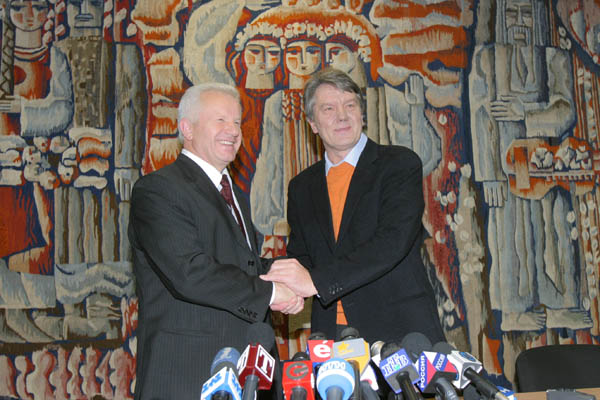
Yúschenko en una sesión de la asamblea socialista ucraniana.

El 2 de abril de 2007, Yúschenko firmó un decreto para disolver el parlamento y convocar elecciones anticipadas. Algunos consideraron que la orden de disolución era ilegal, porque no se había cumplido ninguna de las condiciones detalladas en el artículo 90 de la Constitución de Ucrania para que el presidente pudiera disolver la legislatura. La oposición del parlamento pidió al tribunal derogar la medida, alegando violaciones constitucionales. Mientras tanto, el Parlamento siguió reuniéndose y se le prohibió la financiación de cualquier nueva elección en espera de la decisión de la Corte Constitucional.
Las nuevas elecciones anticipadas para elegir parlamento se llevaron a cabo el 30 de septiembre de 2007. El resultado electoral fue muy parecido al del año anterior. El partido de las Regiones se hizo con el 34 % mientras que el Bloque Timoshenko obtenía el 30 % y la alianza Nuestra Ucrania sacaba el 15 %. Esta vez, la coalición gobernante se logró hacer con el partido socialista, calificando con los 2/3 necesarios para formar gobierno. Timoshenko era electa primer ministro el 18 de diciembre.

#### Segunda disolución del parlamento
Yúschenko de nuevo trató de disolver el Parlamento el 9 de octubre de 2008, anunciando elecciones parlamentarias para el 7 de diciembre. Su propia coalición no le acompañó en esta medida. Más tarde, en las elecciones, Timoshenko sería reelegida como candidata de la alianza oficialista Bloque de Nuestra Ucrania. Finalmente, la medida de derogar los poderes del parlamento fue rechazada por el tribunal.
En diciembre de 2008, luego de una revuelta de varios miembros del Partido de Autodefensa del Pueblo de Nuestra Ucrania, se formó una nueva coalición entre los miembros del Bloque de Autodefensa del Pueblo-Nuestra Ucrania (AD-NU), el Bloque de Yulia Tymoshenko (BYuT), y el Bloque Lytvyn (BL), incrementando el tamaño de la coalición gubernamental con 20 miembros. Yúshchenko al responder a las preguntas de los periodistas dijo, "El hecho es que esta supuesta coalición fue formada sobre las bases de corrupción política; esta coalición podrá trabajar sólo si el Partido Comunista se une a ellos. Al hablar de una coalición de este tipo, es incluso más penoso". Victor Yúshchenko también indicó que el deseo de Yulia Tymoshenko de mantener su puesto como primer ministro era el principal motivo para crear la coalición y que él quería expulsar a los parlamentarios de AD-NU que apoyaron la creación de esta coalición.
Yúshchenko alegó en marzo de 2009 que sus conflictos con Tymoshenko no se debían a diferencias personales sino al hecho de que las reformas constitucionales de 2004 quedaron incompletas.
Para el 23 de julio de 2009, bajo los términos de la Constitución de Ucrania, el presidente no podía disolver el parlamento durante los últimos seis meses de su periodo de cinco años, el cual expiraba el 23 de junio de 2010.

### Elecciones presidenciales de 2010
El 10 de noviembre de 2009, Víktor Yúschenko, fue nominado para un segundo mandato como presidente, para las elecciones celebradas el 17 de enero de 2010. A finales de noviembre de 2009 dijo que dejaría la política luego de su segundo mandato. Arremetió durante toda su campaña duramente contra su antigua aliada Timoshenko y contra Yanukóvich.
En la primera ronda de elecciones que tuvieron lugar el 17 de enero de 2010, Yúschenko obtuvo un deshonroso 5,45 % de los votos, y fue eliminado para la segunda vuelta. Su resultado se convirtió en el peor para un presidente que ha gobernado un país en la historia. Finalmente, el resultado electoral dio la victoria a Víktor Yanukóvich.
Yúshchenko indicó que continuaría defendiendo la democracia en Ucrania y que quería regresar a la presidencia.
El 22 de enero de 2010, como presidente saliente, Yúshchenko anunció oficialmente que la rehabilitación de una de las figuras más controversiales de Ucrania de la posguerra, el líder ultranacionalista Stepán Bandera y le otorgó el título de héroe de Ucrania. Operando en la región occidental de Ucrania conocida como Galitzia desde los años 1930 a los años 1950, la organización militar de Bandera adoptó los típicos símbolos fascistas e ideas racistas en boga que promovían el chauvinismo étnico y la pureza racial para alcanzar su objetivo de crear un estado ucraniano independiente. La decisión de Yúshchenko inmediatamente causó conmoción y fue condenada por el Parlamento Europeo, y organizaciones rusas, polacas y judías, y fue declarada ilegal por el siguiente gobierno ucraniano y por una decisión de las cortes en abril de 2010. En enero de 2011, la rehabilitación fue anulada en forma definitiva.
En la segunda ronda de las elecciones presidenciales en Ucrania, Yúshchenko no apoyó a ninguno de los dos candidatos, Víktor Yanukóvich o Yulia Tymoshenko.
Yúshchenko atribuyó sus bajos niveles de popularidad a su apego a sus principios. "Ucrania es un país europeo democrático", Yúshchenko dijo en las urnas. "Es una nación libre de gente libre". En los siguientes días, dijo que "Ucrania no tenía opciones decentes" para reemplazarlo. "Ambos candidatos están alienados de valores nacionales, europeos y democráticos. No veo diferencias trascendentales entre ellos". No obstante, sus bajos niveles de popularidad también pueden ser atribuidos a su apoyo tácito a su ex adversario Yanukóvich, entre la primera y la segunda ronda de votación. Yúshchenko despidió a los gobernadores de Járkov y Dnipropetrovsk que habían expresado su apoyo a Tymoshenko y habían rehusado proveer recursos administrativos para la campaña de Yanukóvich.
Yúshchenko no asistió a la ceremonia de investidura de Yanukóvich.
El 10 de marzo de 2010 Yúshchenko indicó que sus planes futuros dependían en gran medida del desempeño de Yanukóvich. Un día antes, la ex aliada convertida en rival de Yúshchenko, Yulia Tymoshenko, tomó el liderzago de la oposición democrática. No obstante, Yúshchenko advirtió que ese liderazgo terminará en desastre, indicando que "cualquier fuerza política que se alíe a Tymoshenko terminará mal". El 31 de mayo de 2010, Yúshchenko dijo que Yulia Timoshenko era "su peor error": "El peor error fue darle el poder dos veces".

### Posterior a su gobierno

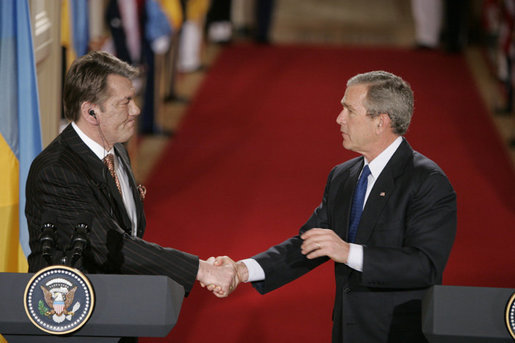
Yúschenko junto a George Bush en abril de 2005.

Después de dejar el poder, su popularidad y su imagen pública quedaron fuertemente afectados por el bajo porcentaje de votos recibidos en las elecciones presidenciales de Ucrania de 2010. Poco después, viajó invitado a Cracovia en el funeral del difunto presidente polaco Lech Kaczyński junto a su esposa, el presidente Yanukóvich y la primera ministra Timoshenko. Debido a los problemas causados al tráfico aéreo en Europa por la erupción del Eyjafjallajökull en Islandia, los Yúshchenko viajaron en automóvil desde Kiev.
Su imagen pública sufrió un mayor revés cuando en 2011 testificó en contra de su antigua aliada en la Revolución Naranja, Yulia Timoshenko, debido a la acusación de malversación de fondos en el caso del Gas con Rusia de 2009, señalándo el juicio como un Proceso Judicial Justo, del que luego la jefa de política de la UE Catherine Ashton, llamaría un juicio con motivos políticos.
Para finales de 2011 Yúschenko declaró su intención de formar parte del nuevo congreso en las elecciones de 2012. Y en febrero de 2012 señaló su intención de formar un nuevo partido que suplantaría su antiguo Nuestra Ucrania para apoyar un bloque de Oposición Unida contra el gobierno de su antiguo rival Víktor Yanukóvich. En agosto de ese mismo año se declaró en desacuerdo con la implementación del idioma ruso como segunda lengua oficial en sectores ucranianos.
Sin embargo, el resultado electoral en las elecciones legislativas de octubre de ese año dieron el triunfo de nuevo y predeciblemente al partido de las regiones con un 30 %, de sexto quedaba Nuestra Ucrania, ya sin la coalición de autodefensa popular que sacaba un 1 % sin posibilidad de acceder a un puesto en la Rada.
Finalmente el 2 de marzo de 2013 el congreso interno del partido, con el voto del propio Yúschenko, decidió disolver Nuestra Ucrania y entregar varias de sus pertenencias al Museo de la Revolución Naranja, esto después del paupérrimo resultado sacado por el BNU en las elecciones parlamentarias de octubre pasado. No obstante, indicó que planeaba participar de las siguientes elecciones en forma independiente.

#### Euromaidán y elecciones de 2014
En una entrevista con la emisora de radio francesa Europe 1 en marzo de 2014, Yúshchenko indicó que apoyaba las protestas de Euromaidán y se oponía a la intervención rusa en Crimea, realizando la observación de que "Putin sueña con reconstruir el Imperio soviético bajo el nombre de Rusia. Está obsesionado con esto que no ha entendido el balance de poder." Además, indicó que "Crimea no es rusa; es ucraniana".
Sobre las elecciones presidenciales de Ucrania de 2014, Yúshchenko dijo que apoyaba a Vitali Klichkó, y describió a Timoshenko como "el candidato de Moscú". Yúshchenko no se presentó como candidato en esas elecciones.

#### Invasión rusa de Ucrania de 2022
Él junto a Leonid Kuchma y Petro Poroshenko hicieron un llamamiento a la comunidad internacional para salvar a los civiles y soldados de Azovstal, en la sitiada ciudad de Mariúpol.

## Posiciones políticas

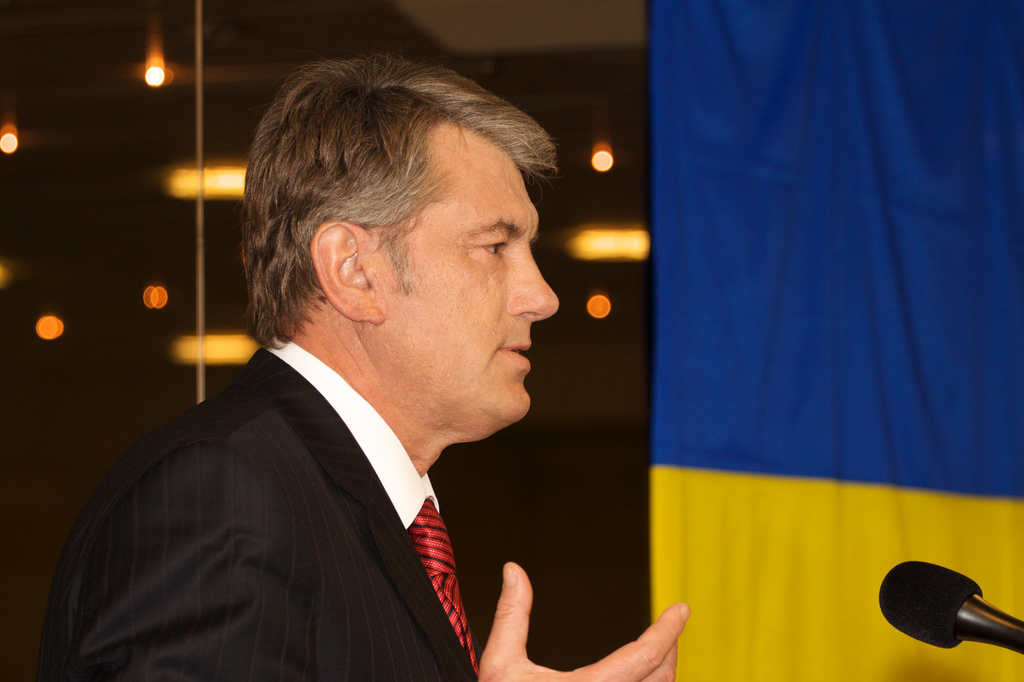
Víktor Yúshchenko

El 31 de marzo de 2009, en su discurso a la nación frente al parlamento, Yúshchenko propuso cambios a gran escala en el gobierno y un plan económico y social para mejorar las condiciones económicas de Ucrania en ese momento y aparentemente para responder a los problemas estructurales en el sistema político de su país.
La propuesta, la cual Yúshchenko llamó 'el siguiente gran paso hacia la justicia y la prosperidad en Ucrania' incluía las siguientes propuestas:
- Restaurar la estabilidad financiera en el país implementando las reformas del FMI y un presupuesto balanceado
- Abolir la inmunidad parlamentaria
- Un sistema de pensiones justas basado en el número de años trabajados y el salario recibido
- La aprobación de un presupuesto realista para 2009 que reduzca la inflación y estabilice a la grivna
- Hacer que el gobierno se haga responsable de los bancos que peligren quebrar
- Rejuvenecer las áreas rurales eliminando la interferencia estatal en la producción agrícola.
- Promover los productos ucranianos en el exterior para incrementar las ventas de productores ucranianos
- Membresía en la Unión Europea y un incremento en el comercio y mejorar al mismo tiempo las relaciones comerciales con Rusia.
- Permitir a los votantes elegir a miembros del parlamento en las áreas en las que viven.
- Abrir las listas de los partidos tanto para las elecciones locales como parlamentarias
- Crear un parlamento bicameral para traer estabilidad al poder legislativo
- Reducir el número de los miembros del parlamento

Yúshchenko también apoya el ingreso de Ucrania a la OTAN y se opone a la promoción del ruso como el segundo idioma oficial en el país.
Según Yúshchenko, un buen futuro para el país es imposible sin unidad nacional. Yúshchenko también apoya la formación de una sola iglesia ortodoxa en Ucrania, unificando así las tres ramas existentes de la Iglesia ortodoxa en el país: la iglesia ortodoxa ucraniana del Patriarcado de Moscú (la única reconocida de momento a nivel internacional por la comunidad ortodoxa), la iglesia ortodoxa ucraniana del Patriarcado de Kiev y la Iglesia ortodoxa ucraniana autocéfala canónica.
Las acciones del independentista Ejército Insurgente Ucraniano han sido elogiadas por Yúshchenko que ha tratado de darle a sus guerrilleros, que lucharon en la Segunda Guerra Mundial tanto contra la Unión Soviética como contra la Alemania nazi, el estatus de veteranos de guerra.
Según Yúshchenko, las dificultades en las relaciones entre Ucrania y Rusia se deben a que los países siguen direcciones divergentes y tienen una serie de valores diferentes. Yúshchenko cree que "la guerra ruso-georgiana de 2008 presentaba una amenaza que los líderes europeos aún no habían tocado". Ha pedido una demarcación de la frontera entre Rusia y Ucrania, algo que ha sido pospuesto por Rusia desde que Ucrania obtuvo su independencia de la Unión Soviética en 1991. Durante las elecciones presidenciales de 2010, Yúshchenko dijo que la influencia de Rusia era una vez más un factor en las elecciones y advirtió de una "interferencia" por parte de Moscú en la distribución de pasaportes rusos a los residentes de Crimea, como ya había hecho Rusia anteriormente en Abjasia y Osetia del Sur.
El programa electoral de Yúshchenko en las elecciones presidenciales de 2010 prometía viaje libre de visa en la Unión Europea, el retiro de la Flota del Mar Negro de la Federación Rusa para 2017 y "un diálogo activo con todos los vecinos de Ucrania basado en los principios de igualdad de derechos, buenas relaciones y confianza mutua", pero no mencionó la accesión del país a OTAN. Yúshchenko también creía que la crisis financiera de 2008-09 podía ser tratada con la ayuda de la reconstrucción de infraestructura, la cual incluía la reconstrucción de caminos. Además, el programa prohibía la recolección de impuestos por adelantado, traería de regreso el IVA no reembolsable, crearía leyes impositivas iguales para todos y detendría la interferencia del gobierno en ciertas empresas y en sectores completos de la economía.
Yúshchenko considera que una lista abierta de candidatos para las elecciones parlamentarias como una de las condiciones para erradicar la corrupción.

## Vida privada
En 1977, Yúshchenko se casó con Svitlana Ivánivna Kolésnyk con quien tuvo dos hijos y de ellos tiene tres nietos:
- Vitalyna (n. 15 de abril de 1980), actualmente casada con Oleksiy Khakhlyov y tiene dos hijos.
  - Oleksiy Khakhlyov es el director de una fábrica en Slavuta, Oblást de Khmelnytskyi
- Andriy (n. 1985) casado con Yelyzaveta Efrosínina (n. 1981) en 2009 y tiene una hija

En 1998, se casó con Kateryna Chumachenko, con quien tiene tres hijos. Es ucraniana-estadounidense nacida en Chicago. Estudió economía en la Universidad de Georgetown y recibió un MBA de la Universidad de Chicago. También estudió en el Instituto Ucraniano de la Universidad de Harvard.
En su currículum está haber trabajado para el Comité Ucraniano del Congreso de Estados Unidos, el Buró para los Derechos Humanos y Asuntos Humanitarios del Departamento de Estado de los Estados Unidos, en la Casa Blanca durante la presidencia de Ronald Reagan, el Departamento del Tesoro, y el Comité Económico Mixto del Congreso. En Ucrania trabajó primero con la Fundación US-Ukraine, luego como Director a nivel país para KPMG Barents Group.
Yúshchenko es miembro de la Iglesia ortodoxa de Ucrania, y a menudo enfatiza la importancia de sus convicciones religiosas en su vida personal y su visión del mundo. Petró Poroshenko, que también fue Presidente de Ucrania, es el padrino de los hijos de Yúshchenko.
Aunque ya no trabaja para el gobierno ucraniano, como expresidente de Ucrania, continúa viviendo en su dacha estatal en Koncha-Zaspa.

## Imagen cultural y política
Como político, Viktor Yúshchenko es percibido por muchos como una mezcla de un nacionalista ucraniano y alguien orientado a Occidente. Apoya un acercamiento de Ucrania hacia Europa y la OTAN, promoviendo reformas de libre mercado, la preservación de la cultura ucraniana, la reconstrucción de importantes monumentos históricos, y el mantener el recuerdo de la historia ucraniana, incluida la hambruna del Holodomor de 1932-1933. Sus oponentes (y aliados) lo han criticado en ocasiones por su indecisión y secretismo, mientras que los que lo apoyan dicen que los mismos atributos son señales del compromiso de Yúshchenko[cita requerida] A menudo ha sido acusado de ser incapaz de formar un equipo unificado libre de disputas internas.
El embajador estadounidense en Ucrania, John F. Tefft, describió a Yúshchenko, en un documento publicado durante la filtración de documentos diplomáticos de los Estados Unidos, como alguien desacreditado entre la población por su debilidad como líder, los continuos conflictos con Yulia Tymoshenko, su hostilidad innecesaria frente a Rusia y sus ambiciones en la OTAN.

### Encuestas de opinión pública
En 2008, la popularidad de Yúshchenko descendió a menos del 10 %. Según una encuesta realizada por el Instituto Internacional de Sociología de Kiev entre el 29 de enero y el 5 de febrero de 2009, un poco menos del 70 % de los ucranianos pensaban que Yúshchenko debía renunciar, mientras que solo un 19 % pensaba que debía continuar. Cuando se los preguntó si pensaban si Yúshchenko debía ser impugnado, más del 56 % de los encuestados respondieron a favor, con casi un 27 % en contra.
Según otra encuesta llevada a cabo por FOM-Ukraine en septiembre/octubre de 2009, 88,5 % de los encuestados no apoyaba las acciones de Yúshchenko como presidente, mientras que un 6,7 % las apoyaba. Una encuesta del Centro Razumkov llevada a cabo en octubre de 2011 indicó que el 80 % de los ucranianos no apoyaba sus acciones; siendo este el ranking más bajo de un político ucraniano.

## Premios y reconocimientos
- Comandante de la Gran Cruz con Cadena de la Orden de las Tres Estrellas (Letonia, 2006)
- Gran Cruz con Cadena Dorada de la Orden de Vytautas el Grande (Lituania, 2006)[99]
- Gran Cruz de Caballeros de la Gran Orden del Rey Tomislav ("Por la notable contribución a la promoción de la amistad y la cooperación del desarrollo entre la República de Croacia y la República de Ucrania" - 6 de junio de 2007)
- Gran Cruz de la Orden Polonia Restituta (2009, Polonia)
- Orden al Mérito Clase III (1996, Ucrania)
- La Medalla de la Libertad - Cetro de la Constitución de los EE. UU., Filadelfia, PA) (2005, Estados Unidos)
- Orden de Heydar Alíyev (2008, Azerbaiyán)
- Orden de la Rosa Blanca de Finlandia (2006)
- Orden de la Lana Dorada (2009, Georgia)
- Orden de la Victoria de San Jorge (2009, Georgia)
- Orden del Águila Blanca (2005, Polonia)
- Orden Real del Serafín (2008, Suecia)
- Orden del Mérito de la República de Hungría (2008, Hungría)
- Quádriga (2006, Alemania)
- Nombrado Hombre del Año en 2004 por Wprost.
- Incluido en la lista Time 100 de 2005, una lista anual de las 100 personas más influyentes en el mundo según la revista Time.
- Doctorados honorarios de la Universidad de Maria Curie-Sklodwoska (2000) y la Universidad Católica de Lublin (2009).